# Stomsjön, Småland
Stomsjön är en sjö i Tingsryds kommun i Småland och ingår i Mörrumsåns huvudavrinningsområde. Sjön har en area på 0,198 kvadratkilometer och ligger 114,2 meter över havet.

## Delavrinningsområde
Stomsjön ingår i det delavrinningsområde (624812-143355) som SMHI kallar för Ovan VDRID = 622563-143423 i Mörrumsåns vattendra*. Medelhöjden är 117 meter över havet och ytan är 49,2 kvadratkilometer. Räknas de 196 avrinningsområdena uppströms in blir den ackumulerade arean 3 293,89 kvadratkilometer. Avrinningsområdets utflöde Mörrumsån (Åbyån) mynnar i havet. Avrinningsområdet består mestadels av skog (79 %). Avrinningsområdet har 0,96 kvadratkilometer vattenytor vilket ger det en sjöprocent på 1,9 %.